# Orthotrichum steerei
Orthotrichum steerei är en bladmossart som beskrevs av Jette Lewinsky 1987. Orthotrichum steerei ingår i släktet hättemossor, och familjen Orthotrichaceae. Inga underarter finns listade i Catalogue of Life.